# Grand Canyon Depot

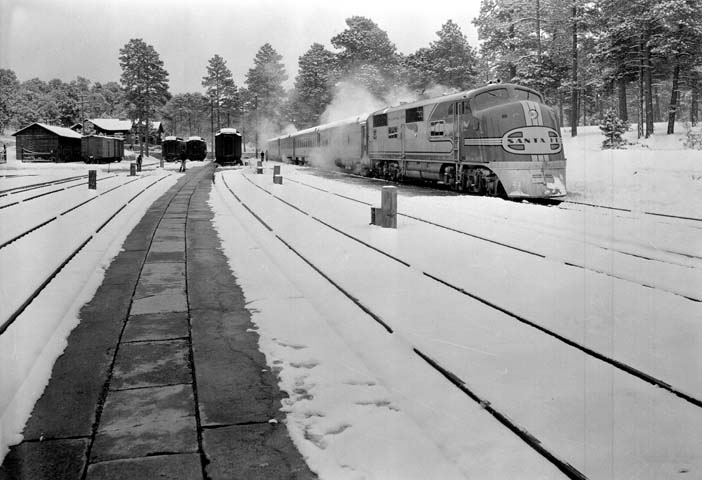
Stationsområdet 1938

Grand Canyon Depot är en järnvägsstation i Grand Canyon Village, som är ändstation för Grand Canyon Railway, en bibana till tidigare Atchison, Topeka and Santa Fe Railway från i Arizona.
Järnvägen till South Rim vid Grand Canyon påbörjades av det 1897 bildade Santa Fe and Grand Canyon Railroad för malmtransporter från koppargruvan Grandview Mine vid South Rim. Projektet sprack efter det att spår hade lagts fram till 13 kilometer från Grand Canyon. Projektet övertogs av Grand Canyon Railway, ett dotterbolag till Atchison, Topeka and Santa Fe Railway, i syfte att generera turisttrafik till Grand Canyon för huvudbanan. Spåren till South Rim färdigställdes till 1901 och en liten stationsbyggnad i trä uppfördes nära kanten till ravinen. El Tovar Hotel färdigställdes 1905 och en ny, större järnvägsstation uppfördes 1909–1910 vid hotellet en bit öster om den tidigare stationen.
Stationen ritades av Francis W. Wilson som en timmerbyggnad och ungefär i stil med El Tovar Hotel. 
The Grand Canyon Depot har en yta på 280 kvadratmeter, byggt som ett stockhus i bottenvåningen med ett hus i sågat virke ovanpå.   Ovanvåningen har en längd motsvarande den mittersta tredjedelen av bottenvåningen. 
I bottenvåningen finns fyra rum: väntrum, stationsmästarens kontorsrum, ett lagerrum för paketgods, samt ett bagagerum. I ovanvåningen finns en bostadslägenhet för stationsmästaren med vardagsrum, två sovrum, kök och badrum. 
Byggnaden blev byggnadsminne 1987.

## Bildgalleri

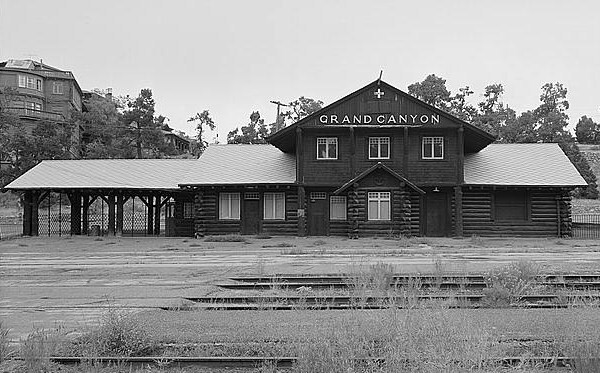
Grand Canyon Depot sedd från söder, 1975, med El Tovar Hotel i bakgrunden till vänster
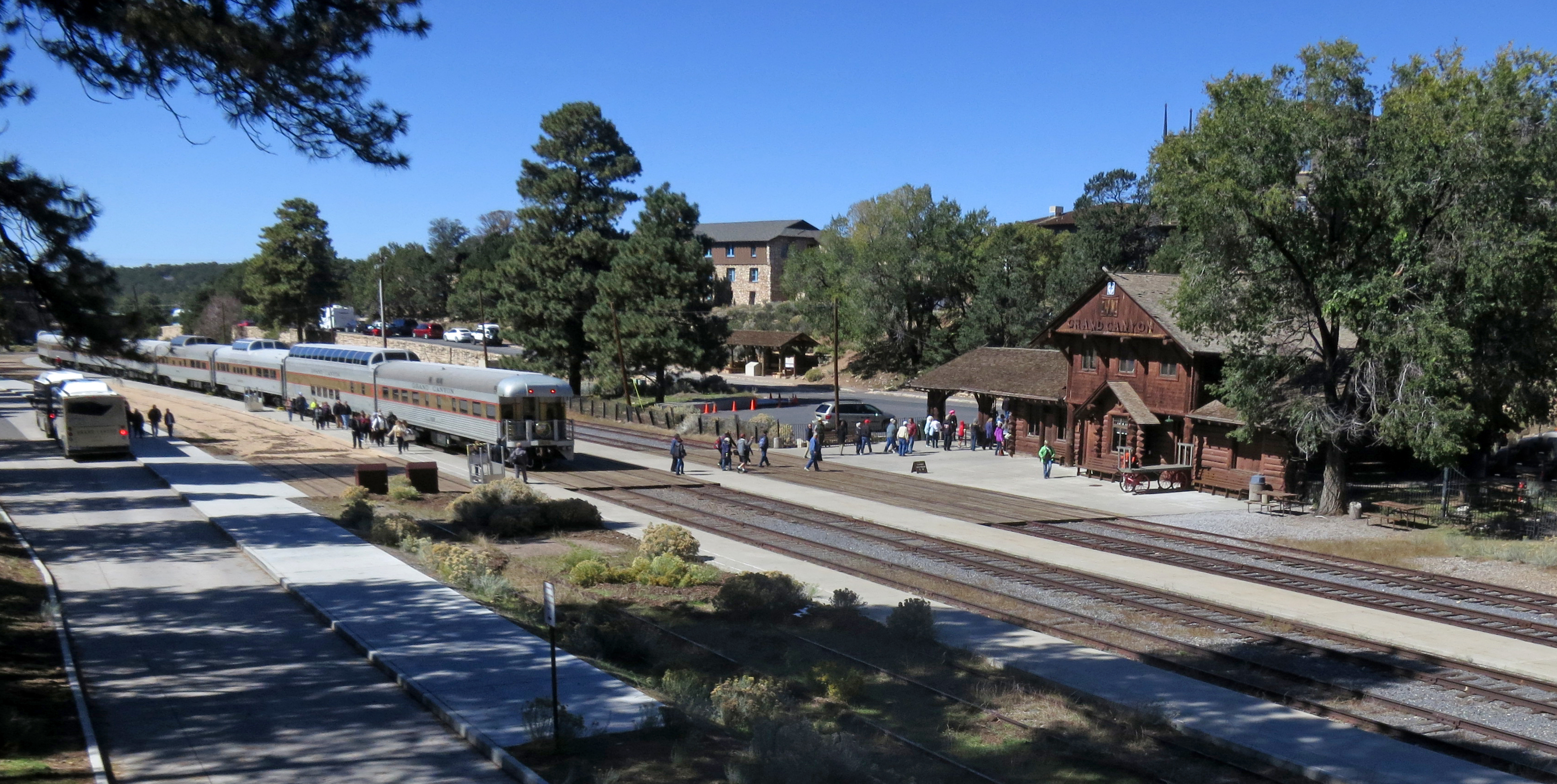
Tågtrafik, 2013
Norra sidan av stationen, tidigast 1933
Väntsalen, tidigast 1933
Stationsmästarens kontor med biljettlucka, tidigast 1933
Detalj av timmervägg med läderremsor mellan timmerstockarma
Dörrvred av mässing med ingjutet GC-märke